# Флоренский, Андрей Александрович
Андрей Александрович Флоре́нский (1899—1961) — советский военный инженер-электрик, специалист по корабельным и береговым орудиям. 

## Биография
Родился 1 (13) февраля 1899 года в Тифлисе. Отец, Александр Иванович (30.9.1850—22.1.1908) — инженер-путеец; работал на строительстве ЗакЖД. В 1915 году семья переехала в Москву. Младший брат П. А. Флоренского.
В 1918 году он успел окончить 1-ю Московскую классическую гимназию. Мечтал о военной службе; Ещё 13 октября 1917 года старший брат Павел спрашивал в письме к генерал-майору Генерального штаба Н. Ф. Эрну: «…Брат мой Андрей рассчитывает окончить курс в 1-й Московской классической гимназии в декабре месяце сего 1917 года. Тогда ему исполнится 18 лет. Ему хочется попасть на военную службу в один из кавалерийских армейских ударных полков на правах вольноопределяющегося добровольца, и он просит узнать у Вас, не могли ли бы Вы, в случае нужды, оказать своё содействие для поступления его в Тверской или Северный полки Кавказской кавалерийской дивизии». Октябрьская революция скорректировала планы: в период август 1918 — июнь 1919 года он работал санитаром военно-санитарного поезда; по личной просьбе был направлен на Московские военно-инженерные курсы комсостава РККА в Сергиев Посад. После окончания курсов, в декабре 1919 года, служил в инженерных частях 11-й армии. Затем «был назначен» в Высшую военно-электротехническую школу, реорганизованную сначала в Электротехническую академию, а в дальнейшем ставшую частью ЛЭТИ имени В. И. Ленина (Ульянова). В 1925 году окончил военное отделение института.
В довоенные и военные годы, работая в КБ ЛМЗ имени И. В. Сталина, А. А. Флоренский участвовал в разработке и руководил созданием целого ряда морских артиллерийских систем. В 1944 году — начальник Конструкторского бюро морской артиллерии № 4 и главный конструктор проектов в Ленинграде. Руководил созданием 305-мм береговых башенных установок, железнодорожных и башенных 180-мм артиллерийских береговых установок ТМ-1-180 и МБ-2-180, 3-орудийной 180-мм башенной установки для крейсеров типа «Киров» (МК-3-180), не имевшей по своим тактико-техническим данным аналогов в мире, 152-мм башенных установок МК-4 и МК-5, железнодорожных транспортеров Б-64 для 152-мм орудий и др. Ряд технических решений получили свидетельства на изобретение. Как конструктор тяжелого морского вооружения, встречался с И. В. Сталиным.
С октября 1945 года начальник КБ-4, с августа 1953 года — главный конструктор проектов, с февраля 1959 года — ведущий конструктор.
По совместительству с 1945 года преподаватель, с 1949 года — доцент  кафедры № 24 («Башенные установки») ЛВМИ, в 1949—1952 годах зав. кафедрой. Член-корреспондент Академии артиллерийских наук.
Умер 16 июля 1961 года. Похоронен в Ленинграде на Богословском кладбище.

## Награды и премии
- орден Ленина (28.07.1947)
- орден Отечественной войны I степени
- орден Отечественной войны II степени
- орден Трудового Красного Знамени
- орден Красной Звезды (1939)
- медали
- Сталинская премия второй степени (1946) — за разработку конструкции новых образцов морского артиллерийского вооружения